# Gírosz

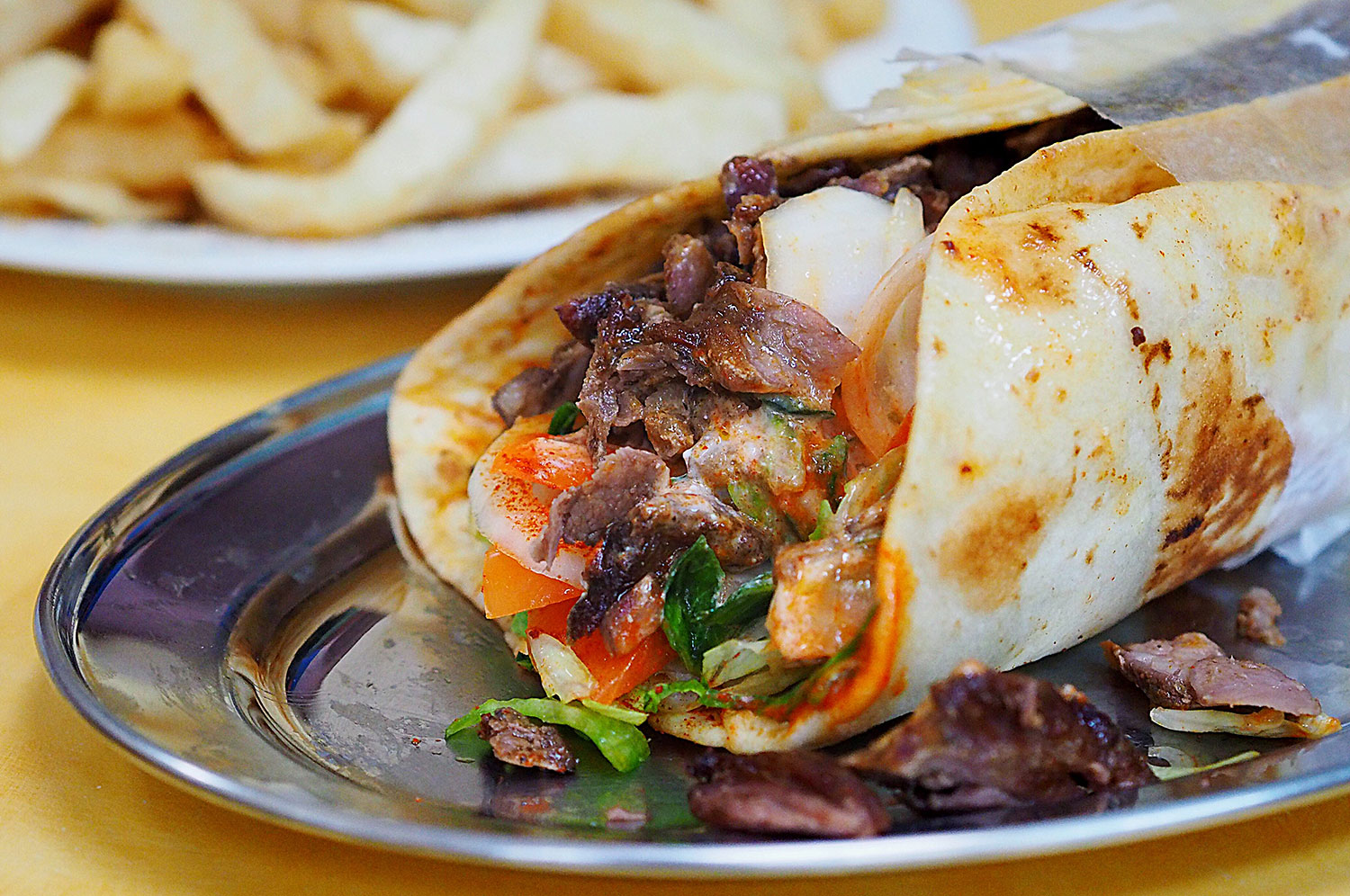
Gírosz: báránysült pitában

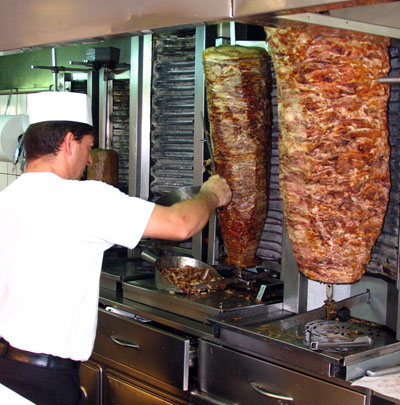
Forgó nyársakon sül a hús

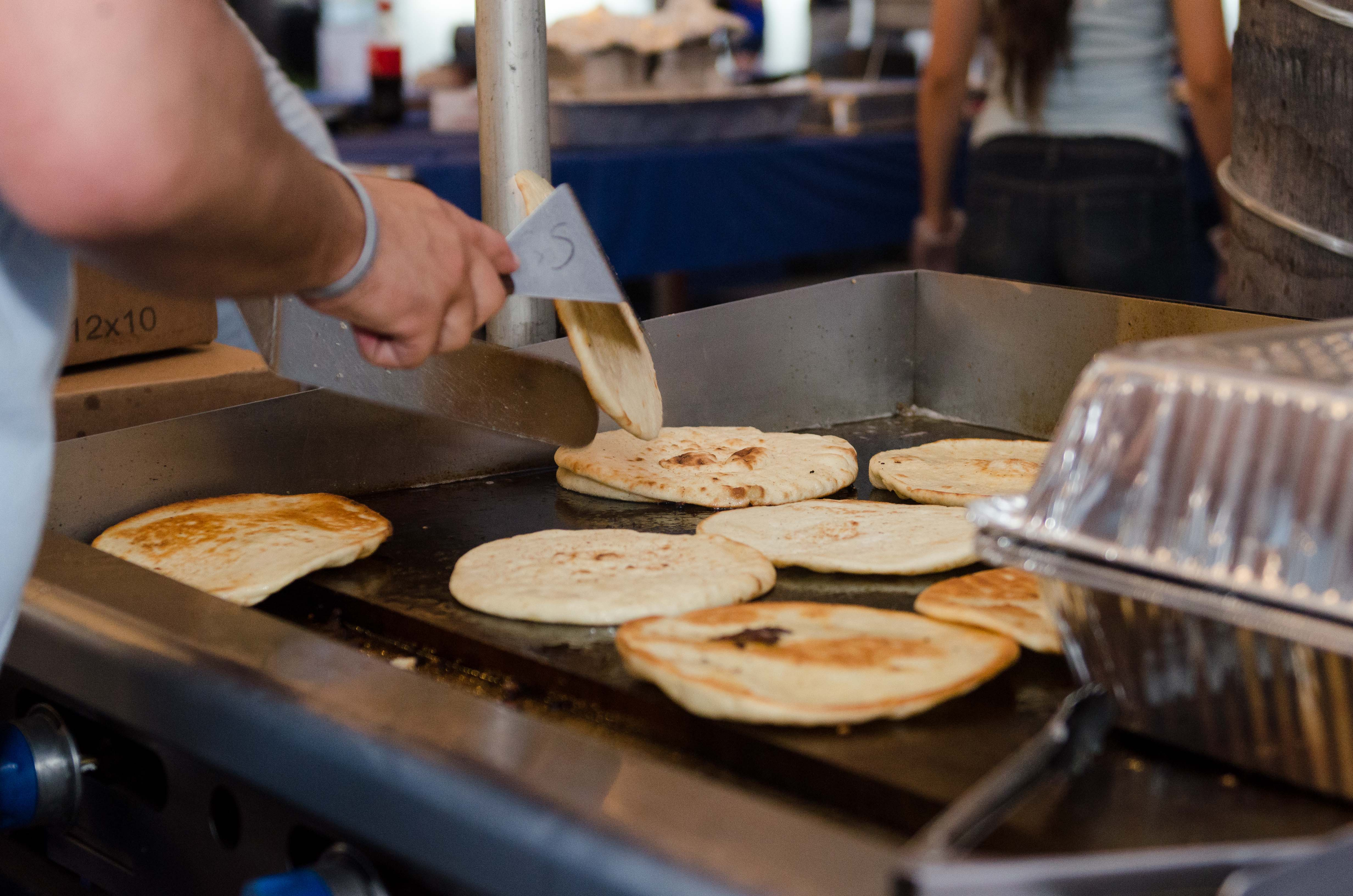
A piták készítése

A gírosz függőleges, forgó nyárson sütött görög húsétel, amely az Oszmán Birodalomból ered. Az elnevezés jövevényszó, a görög γύρος, gírosz szóból származik, amely gyakran angolos átírás szerint gyros alakban is látható. A görög elnevezés eredeti verziója, a ντονέρ a török döner („forgó”) szóra vezethető vissza; a γύρος ennek a tükörfordítása. Az ételt gyakran pitában tálalják szendvicsként, ilyenkor különböző zöldségekkel és öntetekkel ízesítik a húst.

## Hasonló ételek
- Szuvláki (görög)
- Döner kebab (török)
- Shawarma (vagy shwarma) (Közel-Kelet)
- Burrito (Mexikó)
- Sszam (Korea)

## Regionális eltérések
A görögöknél többnyire bárány-, marha-, disznó- vagy csirkehúst használnak az elkészítéshez. Egy forgó berendezésre helyezik a húscsíkokat, és az átsült részeket levágják. Népszerű feltét a vöröshagyma, paradicsom, kígyóuborka, paprika, sült burgonya, többféle szósz és öntet, mint például a dzadzíki.
Magyarországon a görög ízesítéshez hasonlóan szolgálják fel az ételt, amely kiegészülhet különböző savanyúságokkal és öntetekkel, a sült burgonya Athénban és környékén is jellemző.